# Friedrich Christian Fikentscher

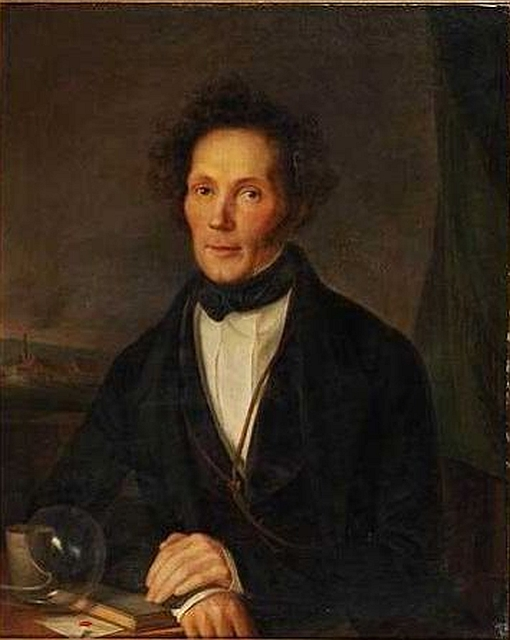
Ferdinand v. Lütgendorff-Leinburg: Porträt Friedrich Christian Fikentscher, 1845

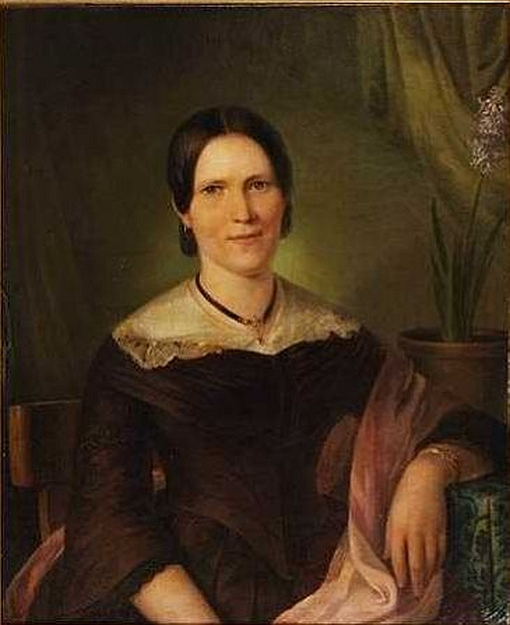
Ferdinand v. Lütgendorff-Leinburg: Porträt Louise Fikentscher geb. Trommsdorff, 1845

Friedrich Christian Fikentscher (* 15. November 1799 in Redwitz (heute: Marktredwitz); † 9. August 1864 in Zwickau) war ein sächsischer Chemiker, Unternehmer und Landtagsabgeordneter.

## Werdegang
Als Sohn des fränkischen Fabrikanten und Gründers der Chemischen Fabrik Marktredwitz Wolfgang Caspar Fikentscher erhielt Friedrich Christian Fikentscher seine Ausbildung zunächst in der Fabrik seines Vaters. Ab 1817 besuchte er das bekannte pharmazeutische Lehrinstitut von Johann Bartholomäus Trommsdorff, seinem späteren Schwiegervater, in Erfurt und vervollkommnete dort seine Kenntnisse der Chemie. Längere Studienreisen nach Frankreich, so 1824 für ein Semester nach Paris und 1830 nach England dienten ebenso der Erweiterung des Chemie-Wissens wie auch der Erlangung von Informationen über die Arbeitsweise dortiger Industrieunternehmen.
Er übernahm die Leitung einer Glashütte bei Markt Redwitz, deren Mitbesitzer sein Vater war, wo er als Erster die Einführung von Natriumsulfat anstelle von Soda bei der Glasfabrikation anregte. Im Jahre 1822 machte er dort die Bekanntschaft mit Johann Wolfgang von Goethe, für den er „entoptische“ Spezialgläser für Versuche im Rahmen seiner Farbenlehre herstellte. Daneben war er Mitte der 1830er Jahre Bürgermeister in Markt Redwitz. Nach dem Tod des Vaters leitete er ab 1837 zusammen mit seinem Bruder Matthäus Wilhelm auch die väterliche chemische Fabrik. Unstimmigkeiten mit dem Bruder führten bis zum Ausscheiden aus der Markt Redwitzer Firma im Jahre 1848.

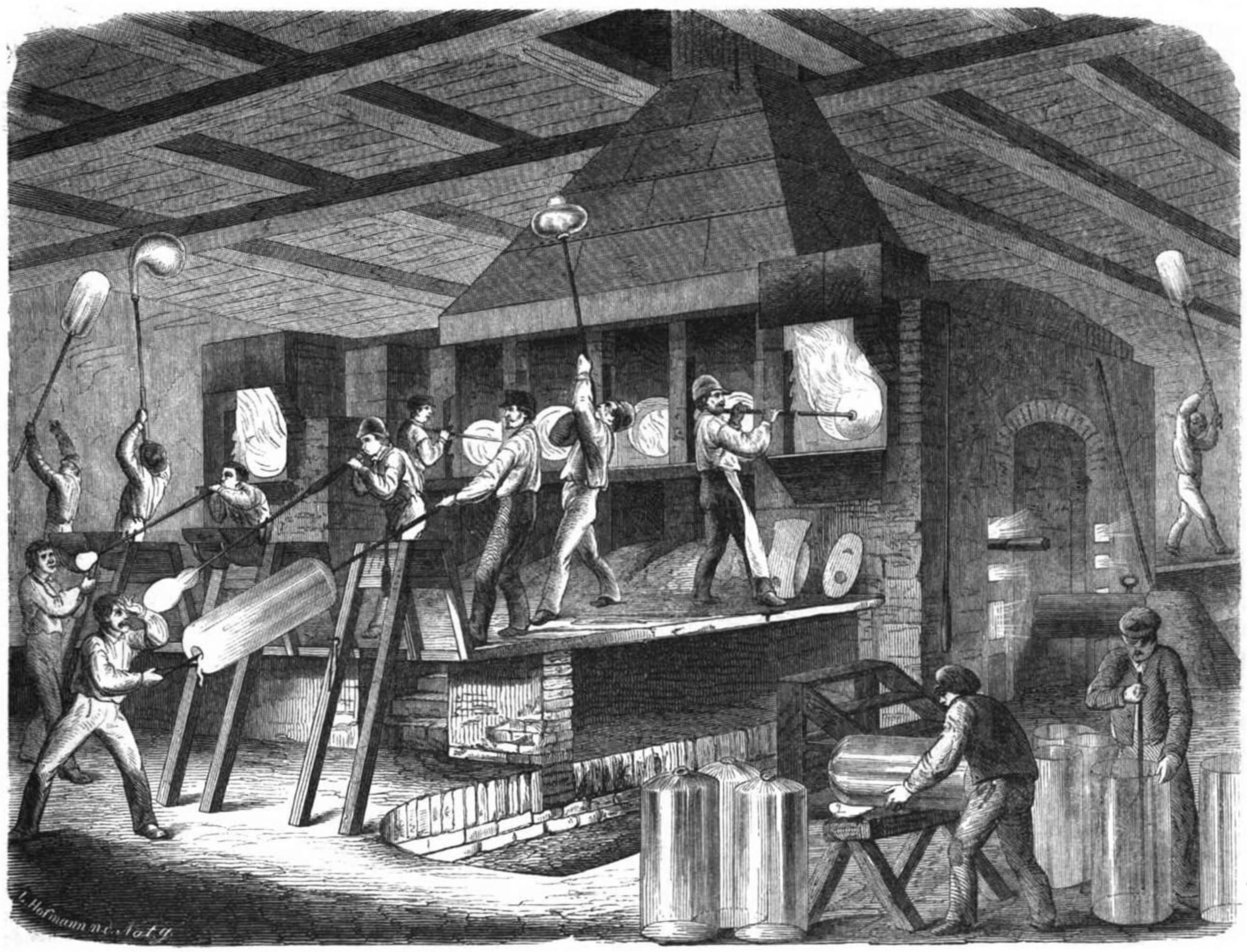
Die Fikentscher’sche Glashütte in Zwickau (aus: Die Gartenlaube, 1857)

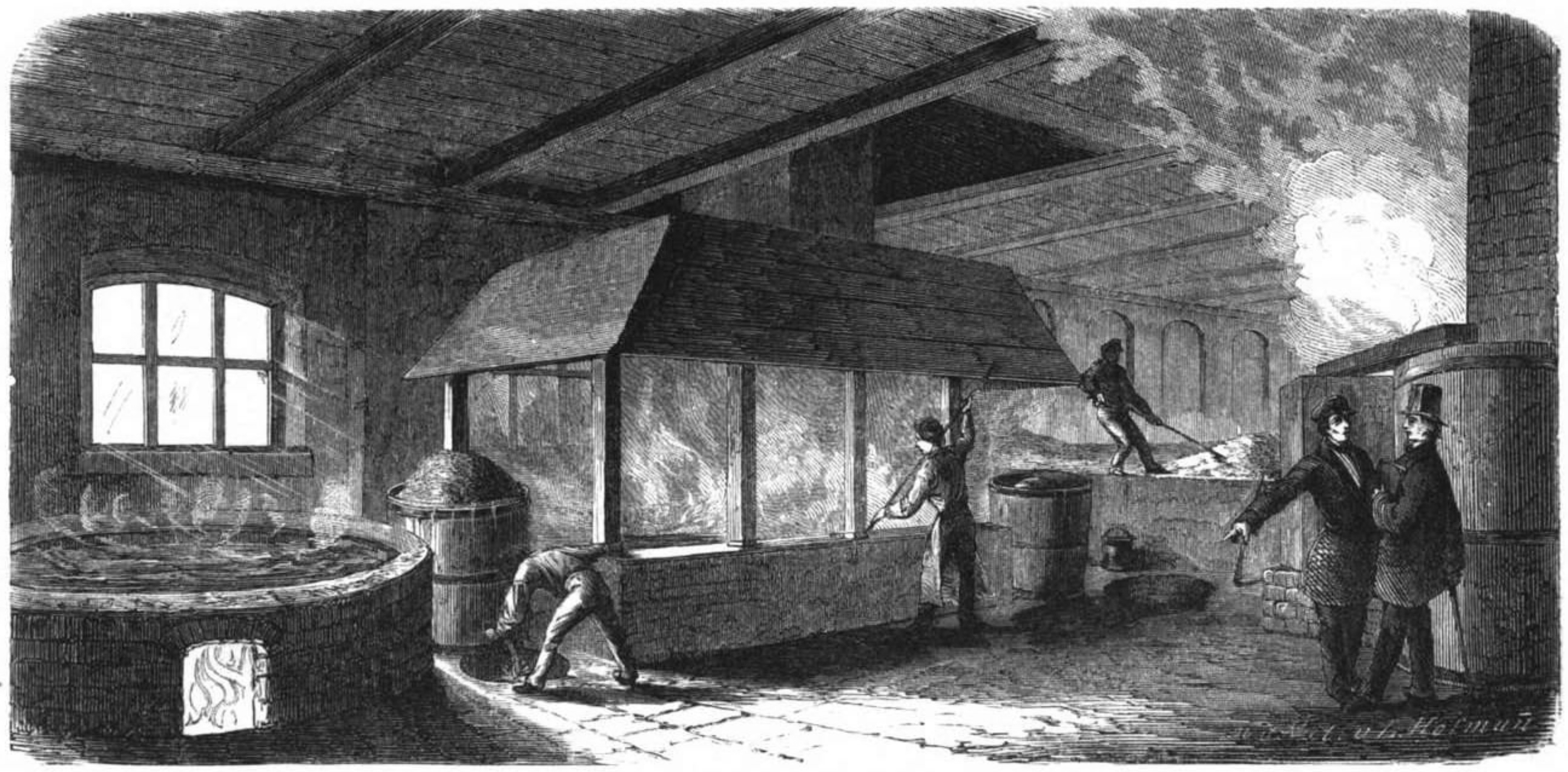
Die Saline von Fikentscher in Zwickau (aus: Die Gartenlaube, 1857)

Ab 1845 gründete Fikentscher in Zwickau eine eigene Glashütte mit chemischer Abteilung. Die Entscheidung für das sächsische Zwickau als Standort fiel auf Empfehlung des Porzellanherstellers Christian Fischer, der dort 1845 ein neues Werk baute (Fikentscher kannte ihn aus seiner Studienzeit bei Trommsdorff in Erfurt). Wichtiger waren jedoch die wirtschaftlichen Aspekte, wie der sich entwickelnde Steinkohlebergbau und der bereits bestehende Eisenbahnanschluss Zwickaus, während der Bahnanschluss von Markt Redwitz erst 1878 erfolgte.
1852 kam es in Zwickau zu einem Treffen mit Louis Pasteur, der sich für die Produktion von Weinsteinsäure interessierte. Der Umfang der Unternehmungen wuchs in den nächsten Jahren kontinuierlich an; das Album der sächsischen Industrie beschrieb die Firma 1856 immerhin so:
Gegenwärtig besteht dieses Etablissement, wie zum Theil bereits schon erwähnt, aus
1. einer Glashütte, worin […] Tafelglas, hauptsächlich auch Retorten […] erzeugt wird,
2. einer Chemische Fabrik, welche namentlich Schwefelsäure, Salzsäure, Glaubersalz, Chlorkalk, Salpetersäure, Alaun, Weinsteinsäure, Zinnober und einige Quecksilberpräparate[…] fabricirt, sowie auch […] Wasserglas,
3. einer Thonwaaren-Fabrik, […] mit der Fabrikation von feuerfesten Steinen, Platten und geformten Ziegeln, Wasserleitungsrohren […],
4. aus einer Koakerei und
5. einer Fabrikation für Kochsalz zum eigenen Gebrauche […].[4]

Auch als Politiker ist Fikentscher erneut aktiv gewesen: Er war Stadtverordneter in Zwickau und in den Jahren 1854 bis 1859 als Vertreter des 15. städtischen Wahlkreises Mitglied der II. Kammer des Sächsischen Landtages.
Fikentscher war u. a. auch stellvertretender Vorsitzender der Zwickauer Bürgergewerkschaft, deren beide Hauptschächte unmittelbar nördlich seiner Fabrik auf der anderen Seite der Bürgerschachtstraße lagen und von wo er Steinkohle, Kokereigas und 1,5-prozentige Sole bezog.
Fikentscher war ab 1832 verheiratet mit Sophie Louise Trommsdorff (1813–1850) und nach deren frühem Tod ab 1851 in zweiter Ehe mit Dorothea Friderika Rosalie Mensing (1826–1895). Jeder Ehe entstammten sechs Söhne und zwei Töchter. Die bekanntesten seiner Kinder waren Wilhelm (1839–1890), ebenfalls Chemiker und Fabrikant, Paul (1861–1924), Unternehmer und Handelsrichter sowie Otto (1862–1945), ein Maler. Eine Enkelin war die Rechtshistorikerin Gertrud Schubart-Fikentscher, ein Urenkel ist der Politiker Rüdiger Fikentscher.